# Faltung (Stochastik)
Als Faltung bezeichnet man in der Stochastik eine Operation, die zwei Wahrscheinlichkeitsmaße zu einem neuen Wahrscheinlichkeitsmaß kombiniert. Sie ermöglicht es, bei Werten, die dem Zufall unterliegen, der Summe dieser Werte eine sinnvolle Wahrscheinlichkeit zuzuordnen. So ist die Verteilung der Summe zweier unabhängiger Zufallsvariablen genau die Faltung der Verteilung der einzelnen Zufallsvariablen.
Besitzen die betrachteten Wahrscheinlichkeitsmaße eine Wahrscheinlichkeitsfunktion oder eine Wahrscheinlichkeitsdichtefunktion, so kann die Faltung der Wahrscheinlichkeitsmaße auf die Faltung (von Funktionen) der Wahrscheinlichkeitsfunktionen oder Wahrscheinlichkeitsdichtefunktionen zurückgeführt werden.

## Wahrscheinlichkeitsmaße auf den ganzen Zahlen

### Definition
Gegeben seien zwei diskrete Wahrscheinlichkeitsmaße {\displaystyle P,Q} auf den ganzen Zahlen {\displaystyle \mathbb {Z} } mit Wahrscheinlichkeitsfunktionen {\displaystyle f_{P}} und {\displaystyle f_{Q}}. Die Faltung {\displaystyle P*Q} der Wahrscheinlichkeitsmaße {\displaystyle P} und {\displaystyle Q} ist dann dasjenige Wahrscheinlichkeitsmaß auf {\displaystyle \mathbb {Z} }, das die Wahrscheinlichkeitsfunktion
{\displaystyle f_{P*Q}(k):=\sum _{(i,j)\in \mathbb {Z} ^{2} \atop i+j=k}f_{P}(i)f_{Q}(j)=\sum _{i=-\infty }^{\infty }f_{P}(i)f_{Q}(k-i)}
besitzt. Es ist also
{\displaystyle f_{P*Q}=f_{P}*f_{Q}},
wobei {\displaystyle f_{P}*f_{Q}} die Faltung der Funktionen {\displaystyle f_{P}} und {\displaystyle f_{Q}} bezeichnet.

### Bemerkung
Sind die Wahrscheinlichkeitsfunktionen nur auf einer Teilmenge der ganzen Zahlen wie zum Beispiel {\displaystyle \mathbb {N} } oder {\displaystyle \{0,1,\dots ,n\}} definiert, so setzt man sie außerhalb dieser Mengen durch den Wert null fort, also mit {\displaystyle f(i)=0}. Für den Spezialfall, dass beide Wahrscheinlichkeitsmaße auf den natürlichen Zahlen definiert sind, gilt dann für die Faltung
{\displaystyle f_{P*Q}(k)=\sum _{i=0}^{k}f_{P}(i)f_{Q}(k-i)}.
Des Weiteren ist die Faltung durch die Angabe der Wahrscheinlichkeitsfunktionen eindeutig bestimmt, da ein Wahrscheinlichkeitsmaß auf einem diskreten Wahrscheinlichkeitsraum durch die Angabe der Wahrscheinlichkeitsfunktion eindeutig bestimmt ist.

### Beispiel
Es sei {\displaystyle P} die Bernoulli-Verteilung zum Parameter {\displaystyle p}, also mit Wahrscheinlichkeitsfunktion
{\displaystyle f_{P}(0)=1-p{\text{ und }}f_{P}(1)=p}
und {\displaystyle Q} die Binomialverteilung zu den Parametern 2 und {\displaystyle p}, also mit Wahrscheinlichkeitsfunktion
{\displaystyle f_{Q}(j)={\binom {2}{j}}p^{j}(1-p)^{2-j}}
für {\displaystyle j=0,1,2}.
Um die Wahrscheinlichkeitsfunktion der Faltung an der Stelle {\displaystyle k} zu bestimmen, erstellt man nun alle Paare {\displaystyle (i,j)}, für die {\displaystyle i+j=k} gilt und für die sowohl {\displaystyle f_{P}(i)} als auch {\displaystyle f_{Q}(j)} ungleich null sind. Im angegebenen Fall sind dies:
{\displaystyle {\begin{aligned}k=0:&\quad (i,j)=(0,0)\\k=1:&\quad (i,j)=(0,1);(1,0)\\k=2:&\quad (i,j)=(0,2);(1,1)\\k=3:&\quad (i,j)=(1,2)\end{aligned}}}
Nun bildet man für jedes {\displaystyle k} das Produkt {\displaystyle f_{P}(i)\cdot f_{Q}(j)} der entsprechenden {\displaystyle (i,j)} und summiert dieses auf: Für {\displaystyle k=0} ist somit
{\displaystyle f_{P*Q}(0)=f_{P}(0)f_{Q}(0)=(1-p)^{3}}.
Für die anderen Werte folgt dann
{\displaystyle f_{P*Q}(1)=f_{P}(0)f_{Q}(1)+f_{P}(1)f_{Q}(0)=3p(1-p)^{2}}
{\displaystyle f_{P*Q}(2)=f_{P}(0)f_{Q}(2)+f_{P}(1)f_{Q}(1)=3p^{2}(1-p)}
{\displaystyle f_{P*Q}(3)=f_{P}(1)f_{Q}(2)=p^{3}}
Dies ist die Wahrscheinlichkeitsfunktion einer Binomialverteilung zu den Parametern 3 und {\displaystyle p}, somit gilt
{\displaystyle \operatorname {Ber} (p)*\operatorname {Bin} (2,p)=\operatorname {Bin} (3,p)}.
Ebenso lässt sich eine geschlossene Darstellung der Wahrscheinlichkeitsfunktion auch durch die direkte Faltung der Wahrscheinlichkeitsfunktionen herleiten.

## Stetige Wahrscheinlichkeitsmaße auf den reellen Zahlen

### Definition
Gegeben seien zwei Wahrscheinlichkeitsmaße {\displaystyle P,Q} auf den reellen Zahlen, versehen mit der Borelschen σ-Algebra. {\displaystyle P} und {\displaystyle Q} besitzen außerdem Wahrscheinlichkeitsdichtefunktionen {\displaystyle f_{P}} und {\displaystyle f_{Q}}.
Dann heißt dasjenige Wahrscheinlichkeitsmaß auf {\displaystyle \mathbb {R} } mit der Wahrscheinlichkeitsdichtefunktion
{\displaystyle f_{P*Q}(z)=\int _{\mathbb {R} }f_{P}(x)f_{Q}(z-x)\mathrm {d} \lambda (x)}
die Faltung der Wahrscheinlichkeitsmaße {\displaystyle P} und {\displaystyle Q} und wird mit {\displaystyle P*Q} bezeichnet. Häufig kann das Lebesgue-Integral durch ein Riemann-Integral ersetzt werden, man schreibt dann {\displaystyle \mathrm {d} x} anstelle von {\displaystyle \mathrm {d} \lambda (x)}.
Es gilt dann also
{\displaystyle f_{P*Q}=f_{P}*f_{Q}},
wobei {\displaystyle f_{P}*f_{Q}} die Faltung der Funktionen {\displaystyle f_{P}} und {\displaystyle f_{Q}} bezeichnet.

### Bemerkung
Auch für Wahrscheinlichkeitsverteilungen auf den reellen Zahlen, die keine Wahrscheinlichkeitsdichtefunktion besitzen (wie zum Beispiel die Cantor-Verteilung), ist die Faltung definiert. Sie ist dann durch den unten angegebenen allgemeinen Fall gegeben.
Wichtige Ausnahme hiervon ist die Faltung mit der Dirac-Verteilung {\displaystyle \delta _{a}}: Besitzt {\displaystyle P} die Wahrscheinlichkeitsdichtefunktion {\displaystyle f_{P}(x)}, so besitzt {\displaystyle \delta _{a}*P} die Wahrscheinlichkeitsdichtefunktion {\displaystyle f_{\delta _{a}*P}(x)=f_{P}(x-a)}.

### Beispiel
Seien {\displaystyle P,Q} Exponentialverteilungen zum identischen Parameter {\displaystyle \lambda }, also mit Wahrscheinlichkeitsdichtefunktion
{\displaystyle f_{P}(x)=f_{Q}(x)=\lambda \exp(-\lambda x)\mathbf {1} _{x\geq 0}}
Dabei ist {\displaystyle \mathbf {1} _{A}} die Indikatorfunktion auf der Menge {\displaystyle A}. Dann gilt für {\displaystyle z\geq 0}
{\displaystyle {\begin{aligned}f_{P*Q}(z)&=\int _{\mathbb {R} }\lambda \exp(-\lambda x)\mathbf {1} _{x\geq 0}\lambda \exp(-\lambda (z-x))\mathbf {1} _{z-x\geq 0}\mathrm {d} x\\&=\lambda ^{2}\int _{0}^{\infty }\exp(-\lambda x-\lambda (z-x))\mathbf {1} _{z\geq x}\mathrm {d} x\\&=\lambda ^{2}\int _{0}^{z}\exp(-\lambda z)\mathrm {d} x\\&=\lambda ^{2}z\exp(-\lambda z).\end{aligned}}}
Dies ist die Wahrscheinlichkeitsdichtefunktion einer Erlang-Verteilung beziehungsweise einer Gammaverteilung zu den Parametern 2 und {\displaystyle \lambda }. Somit ergibt die Faltung zweier Exponentialverteilungen eine Erlang- beziehungsweise eine Gammaverteilung.

## Allgemeiner Fall

### Definition
Sei {\displaystyle \Omega } eine Menge, auf der mindestens die Addition erklärt ist. Sei {\displaystyle {\mathcal {A}}} eine σ-Algebra und {\displaystyle {\mathcal {A}}\otimes {\mathcal {A}}} die Produkt-σ-Algebra auf {\displaystyle \Omega \times \Omega }. Des Weiteren seien zwei Wahrscheinlichkeitsmaße {\displaystyle P_{1},P_{2}} auf {\displaystyle (\Omega ,{\mathcal {A}})} gegeben und {\displaystyle P_{1}\otimes P_{2}} das entsprechende Produktmaß.
Ist dann die Abbildung
{\displaystyle A:\Omega \times \Omega \to \Omega }
definiert durch
{\displaystyle (x,y)\mapsto x+y}
eine {\displaystyle {\mathcal {A}}\otimes {\mathcal {A}}}-{\displaystyle {\mathcal {A}}}-messbare Funktion (und damit eine Zufallsvariable), so heißt das Bildmaß von {\displaystyle P_{1}\otimes P_{2}}  unter {\displaystyle A} (bzw. die Verteilung der Zufallsvariable {\displaystyle A}) die Faltung der Wahrscheinlichkeitsmaße {\displaystyle P_{1}} und {\displaystyle P_{2}}. Somit ist
{\displaystyle P_{1}*P_{2}:=(P_{1}\otimes P_{2})\circ A^{-1}}
oder analog
{\displaystyle (P_{1}*P_{2})(B)=(P_{1}\otimes P_{2})(\{(x,y)\in \Omega \times \Omega \,|\,x+y\in B\})}.
Die obigen Messbarkeitsbedingungen sind beispielsweise immer erfüllt, wenn {\displaystyle \Omega } ein topologischer Vektorraum ist und {\displaystyle {\mathcal {A}}} die borelsche σ-Algebra. Dies ist insbesondere der Fall, wenn {\displaystyle \Omega =\mathbb {R} ^{d}} und {\displaystyle {\mathcal {A}}={\mathcal {B}}(\mathbb {R} ^{d})}.

### Herleitung der obigen Spezialfälle
Für Wahrscheinlichkeitsmaße auf {\displaystyle \mathbb {Z} } genügt es, die Aussage für die Mengen {\displaystyle \{k\}} zu zeigen, da diese einen Erzeuger der σ-Algebra (hier der Potenzmenge) bilden. Es ist
{\displaystyle {\begin{aligned}(P*Q)(\{k\})&=(P\otimes Q)(A^{-1}(\{k\}))=(P\otimes Q)(\{(i,j)\in \mathbb {Z} ^{2}\,|\,i+j=k\})\\&=\sum _{(i,j)\in \mathbb {Z} ^{2} \atop i+j=k}(P\otimes Q)(\{(i,j)\})=\sum _{(i,j)\in \mathbb {Z} ^{2} \atop i+j=k}P(\{i\})Q(\{j\})\\&=\sum _{(i,j)\in \mathbb {Z} ^{2} \atop i+j=k}f_{P}(i)f_{Q}(j)\end{aligned}}}.
Dabei sind die ersten beiden Schritte Umformulierungen der Bildmaße der Verteilungen, der dritte folgt aus der σ-Additivität und der Disjunktheit der {\displaystyle \{(i,j)\}}, der vierte aus der Definition des Produktmaßes und der letzte schließlich aufgrund der eindeutigen Charakterisierung der Wahrscheinlichkeitsmaße durch ihre Wahrscheinlichkeitsfunktionen.
Somit ist die in obigem Abschnitt angegebene Wahrscheinlichkeitsfunktion {\displaystyle f_{P*Q}} die Wahrscheinlichkeitsfunktion der gefalteten Wahrscheinlichkeitsmaße {\displaystyle P*Q}, die Definitionen stimmen also überein.
Analog folgt für Wahrscheinlichkeitsmaße auf {\displaystyle \mathbb {R} }
{\displaystyle {\begin{aligned}(P*Q)((-\infty ,c])&=\iint _{x+y\leq c}f_{P}(x)f_{Q}(y)\mathrm {d} \lambda (x)\otimes \lambda (y)=\int _{\mathbb {R} }f_{P}(x)\int f_{Q}(y-x)\mathbf {1} _{y\leq c}\mathrm {d} \lambda (y)\mathrm {d} \lambda (x)\\&=\int _{-\infty }^{c}\int _{\mathbb {R} }f_{P}(x)f_{Q}(y-x)\mathrm {d} \lambda (x)\mathrm {d} \lambda (y)\end{aligned}}}
durch Substitution und den Satz von Fubini.

## Eigenschaften

### Summe unabhängiger Zufallsvariablen
Eine wichtige Eigenschaft der Faltung von Wahrscheinlichkeitsmaßen ist, dass sich mit ihr die Verteilung der Summe von stochastisch unabhängigen Zufallsvariablen bestimmen lässt. Sind {\displaystyle X} und {\displaystyle Y} stochastisch unabhängige Zufallsvariablen mit Verteilungen {\displaystyle P_{X}} und {\displaystyle P_{Y}}, so ist die Verteilung der Summe der Zufallsvariablen die Faltung der Verteilungen der Zufallsvariablen, also
{\displaystyle P_{X+Y}=P_{X}*P_{Y}}.
Diese zentrale Eigenschaft folgt direkt aus der Definition der Faltung als Bildmaß der Addition. Dabei folgt die stochastische Unabhängigkeit der Konstruktion aus dem Produktmaß.

### Wahrscheinlichkeitserzeugende, Momenterzeugende und Charakteristische Funktionen
Für Wahrscheinlichkeitsmaße {\displaystyle P,Q} auf {\displaystyle \mathbb {N} } lässt sich die Faltung mit den wahrscheinlichkeitserzeugenden Funktionen {\displaystyle m_{P},m_{Q}} in Beziehung setzen. Es gilt dann
{\displaystyle m_{P*Q}(t)=m_{P}(t)\cdot m_{Q}(t)}.
Die wahrscheinlichkeitserzeugende Funktion der Faltung zweier Wahrscheinlichkeitsmaße ist also das Produkt der wahrscheinlichkeitserzeugenden Funktionen der Maße.
Analoges gilt für die momenterzeugende Funktion {\displaystyle M_{P}} und die charakteristische Funktion {\displaystyle \varphi _{P}}:
{\displaystyle M_{P*Q}(t)=M_{P}(t)\cdot M_{Q}(t)}   und   {\displaystyle \varphi _{P*Q}(t)=\varphi _{P}(t)\cdot \varphi _{Q}(t)}
Daraus folgen die Additionsidentitäten für unabhängige Zufallsvariablen:
{\displaystyle m_{X+Y}(t)=m_{X}(t)\cdot m_{Y}(t)}
{\displaystyle M_{X+Y}(t)=M_{X}(t)\cdot M_{Y}(t)}
{\displaystyle \varphi _{X+Y}(t)=\varphi _{X}(t)\cdot \varphi _{Y}(t)}

## Aufbauende Begriffe

### Faltungshalbgruppen
Eine Faltungshalbgruppe ist eine Menge von Wahrscheinlichkeitsmaßen, die abgeschlossen bezüglich der Faltung ist. Das bedeutet, dass die Faltung zweier Wahrscheinlichkeitsmaße aus der Faltungshalbgruppe wieder in der Faltungshalbgruppe enthalten ist. Faltungshalbgruppen treten beispielsweise bei der Untersuchung von charakteristischen Funktionen oder als Hilfsmittel zur Konstruktion von stochastischen Prozessen mit bestimmten Eigenschaften, wie dem Wiener-Prozess, auf. Beispiele für Faltungshalbgruppen sind die Binomialverteilungen zu einem festen Parameter {\displaystyle p} oder die Cauchy-Verteilung.

### Unendliche Teilbarkeit
Ein Wahrscheinlichkeitsmaß {\displaystyle P} heißt unendlich teilbar, wenn zu jedem {\displaystyle n\in \mathbb {N} } ein weiteres Wahrscheinlichkeitsmaß {\displaystyle Q} existiert, für das
{\displaystyle P=Q^{*n}}
gilt. Hierbei bezeichnet
{\displaystyle Q^{*n}:=\underbrace {Q*Q*\dots *Q} _{n{\text{ mal}}}}
die {\displaystyle n}-fache Hintereinanderausführung der Faltung. {\displaystyle P} lässt sich also immer als {\displaystyle n}-te Faltungspotenz eines weiteren Wahrscheinlichkeitsmaßes darstellen. Die äquivalente Formulierung für Verteilungen lautet, dass {\displaystyle P} immer die Verteilung der Summe von {\displaystyle n} unabhängigen, identisch verteilten Zufallsvariablen ist.

## Faltungsidentitäten
Die folgende Liste enthält wichtige Faltungsidentitäten, erhebt aber keinen Anspruch auf Vollständigkeit. Weitere Faltungsidenditäten finden sich in den entsprechenden Hauptartikeln zu den Wahrscheinlichkeitsmaßen.
| Verteilung                                                               | Faltung | Faltungshalbgruppe                                                                                     | Unendlich teilbar                                              |
| ------------------------------------------------------------------------ | --- | --- | -------------------------------------------------------------- |
| Diskrete Verteilungen                                                    | | |                                                                |
| Bernoulli-Verteilung {\displaystyle \operatorname {Ber} (p)}             | {\displaystyle \operatorname {Ber} (p)*\operatorname {Ber} (p)=\operatorname {Bin} (2,p)}                                                                           | Nein                                                                                                   | Nein                                                           |
| Binomialverteilung {\displaystyle \operatorname {Bin} (n,p)}             | {\displaystyle \operatorname {Bin} (n,p)*\operatorname {Bin} (m,p)=\operatorname {Bin} (n+m,p)}                                                                     | Ja, auf {\displaystyle \mathbb {N} ^{+}}                                                               | Nein                                                           |
| Poisson-Verteilung {\displaystyle \operatorname {Poi} (\lambda )}        | {\displaystyle \operatorname {Poi} (\lambda _{1})*\operatorname {Poi} (\lambda _{2})=\operatorname {Poi} (\lambda _{1}+\lambda _{2})}                               | Ja, auf {\displaystyle \mathbb {R} _{>0}}                                                              | Ja, durch {\displaystyle \operatorname {Poi} (\lambda /n)}     |
| Geometrische Verteilung {\displaystyle \operatorname {Geom} (p)}         | {\displaystyle \operatorname {Geom} (p)*\operatorname {Geom} (p)=\operatorname {NegBin} (2,p)}                                                                      | Nein                                                                                                   | Ja, durch {\displaystyle \operatorname {NegBin} (1/n,p)}       |
| Negative Binomialverteilung {\displaystyle \operatorname {NegBin} (r,p)} | {\displaystyle \operatorname {NegBin} (r,p)*\operatorname {NegBin} (s,p)=\operatorname {NegBin} (r+s,p)}                                                            | Ja, je nach Definition auf {\displaystyle \mathbb {N} ^{+}} oder auf {\displaystyle \mathbb {R} _{>0}} | ja, durch {\displaystyle \operatorname {NegBin} (r/n,p)}       |
| Dirac-Verteilung {\displaystyle \delta _{x}}                             | {\displaystyle \delta _{x}*\delta _{y}=\delta _{x+y}} | Auf {\displaystyle \mathbb {R} }                                                                       | Ja, durch {\displaystyle \delta _{x/n}}                        |
| Absolutstetige Verteilungen                                              | | |                                                                |
| Standardnormalverteilung {\displaystyle {\mathcal {N}}(0,1)}             | {\displaystyle {\mathcal {N}}(0,1)*{\mathcal {N}}(0,1)={\mathcal {N}}(0,2)}                                                                                         | Nein                                                                                                   | Ja, durch {\displaystyle {\mathcal {N}}(0,1/n)}                |
| Normalverteilung {\displaystyle {\mathcal {N}}(\mu ,\sigma ^{2})}        | {\displaystyle {\mathcal {N}}(\mu _{1},\sigma _{1}^{2})*{\mathcal {N}}(\mu _{2},\sigma _{2}^{2})={\mathcal {N}}(\mu _{1}+\mu _{2},\sigma _{1}^{2}+\sigma _{2}^{2})} | Auf {\displaystyle \mathbb {R} \times \mathbb {R} _{>0}}                                               | Ja, durch {\displaystyle {\mathcal {N}}(\mu /n,\sigma ^{2}/n)} |
| Cauchy-Verteilung {\displaystyle \operatorname {Cau} (a)}                | {\displaystyle \operatorname {Cau} (a)*\operatorname {Cau} (b)=\operatorname {Cau} (a+b)}                                                                           | Ja |                                                                |
| Exponentialverteilung {\displaystyle \operatorname {Exp} (\lambda )}     | {\displaystyle \operatorname {Exp} (\lambda )*\operatorname {Exp} (\lambda )=\operatorname {Erl} (\lambda ,2)=\Gamma (\lambda ,2)}                                  | Nein                                                                                                   | ja, durch {\displaystyle \Gamma (\lambda ,1/n)}                |
| Erlang-Verteilung {\displaystyle \operatorname {Erl} (\lambda ,m)}       | {\displaystyle \operatorname {Erl} (\lambda ,m_{1})*\operatorname {Erl} (\lambda ,m_{2})=\operatorname {Erl} (\lambda ,m_{1}+m_{2})}                                | Ja, auf {\displaystyle \mathbb {N} ^{+}}                                                               | Ja, durch {\displaystyle \Gamma (\lambda ,m/n)}                |
| Gammaverteilung {\displaystyle \Gamma (p,r)}                             | {\displaystyle \Gamma (p,r)*\Gamma (p,s)=\Gamma (p,r+s)} | Ja, auf {\displaystyle \mathbb {R} _{>0}}                                                              | Ja, durch {\displaystyle \Gamma (p,r/n)}                       |
| Chi-Quadrat-Verteilung {\displaystyle \chi ^{2}(m)}                      | {\displaystyle \chi ^{2}(m_{1})*\chi ^{2}(m_{2})=\chi ^{2}(m_{1}+m_{2})}                                                                                            | Ja, auf {\displaystyle \mathbb {N} ^{+}}                                                               |                                                                |